# 克爾德利夫希納
50°40′57″N 34°41′9″E / 50.68250°N 34.68583°E
克爾德利夫希納（烏克蘭語：Кердилівщина）是位於烏克蘭東北部的村莊，由蘇梅州蘇梅區的列别金市镇負責管轄。該村處於普肖爾河右岸，距離沃羅日巴3公里，海拔高度131米，2001年人口66。